# Nélson Miguel Castro Oliveira
Nélson Miguel Castro Oliveira (Barcelos, Portugal, 8 de agosto de 1991) es un futbolista portugués que juega de delantero en el Vitória S. C. de la Primeira Liga.

## Trayectoria
Formado en el equipo de fútbol de la escuela Santa Maria, ficha por el S. L. Benfica en el verano de 2006. Oliveira también fue pretendido por el FC Porto, y el Sporting, e incluso por el Chelsea F. C., que le invitó a realizar una semana de entrenamiento en Londres. 
Debuta en 2009 con sólo 16 años, con el primer equipo del Benfica, dirigido por Quique Sánchez Flores. También en la selección portuguesa ha sido muy precoz, ya que también jugó en la sub-19 con sólo 16 años.
La siguiente temporada a su debut profesional, la 2010-11, empieza cedido en el Río Ave, donde disputa 10 partidos sin anotar un solo gol. Más tarde, en el mismo año, cambia de equipo al Paços Ferreira hasta final de esa temporada, marcando cuatro tantos. La temporada 2011-12 vuelve a la primera plantilla del Benfica.
En la temporada 2012-13 renovó con el S. L. Benfica hasta 2018 y se marchó cedido al Real Club Deportivo de La Coruña. El 20 de agosto de 2012 debuta en la Liga española contra Osasuna, sustituyendo a Riki en el minuto 18 de la segunda parte y marcando un gol de vaselina que significaría el 2–0 final. Ese mismo año, después de ser suplente en casi todos los partidos de esa temporada y tras chocar con la afición debido a su actitud un tanto pasota sobre el terreno de juego, el Real Club Deportivo de La Coruña descendía a la liga adelante.

## Selección nacional
Destacó en el Mundial Sub-20 de 2011, organizado por Colombia, anotando cuatro goles, incluido uno en la final contra Brasil, una derrota 2-3 en tiempo extra - al hacer dos asistencias, y recibir el doble del premio al mejor jugador.

### Participaciones en Copas del Mundo
| Mundial                     | Sede     | Resultado  |
| --------------------------- | -------- | ---------- |
| Copa Mundial Sub-20 de 2011 | Colombia | Subcampeón |

### Participaciones en Eurocopas
| Copa          | Sede              | Resultado     |
| ------------- | ----------------- | ------------- |
| Eurocopa 2012 | Polonia · Ucrania | Semifinalista |

## Clubes
| Club                                  | País       | Año       |
| ------------------------------------- | ---------- | --------- |
| S. L. Benfica                         | Portugal   | 2009-2010 |
| Rio Ave F. C.                         | Portugal   | 2010      |
| F. C. Paços de Ferreira               | Portugal   | 2010-2011 |
| S. L. Benfica                         | Portugal   | 2011-2012 |
| R. C. Deportivo de La Coruña (cedido) | España     | 2012-2013 |
| Stade Rennais F. C. (cedido)          | Francia    | 2013-2014 |
| Swansea City A. F. C. (cedido)        | Gales      | 2015      |
| Nottingham Forest F. C. (cedido)      | Inglaterra | 2015-2016 |
| Norwich City F. C.                    | Inglaterra | 2016-2019 |
| Reading F. C. (cedido)                | Inglaterra | 2019      |
| AEK Atenas F. C.                      | Grecia     | 2019-2021 |
| PAOK de Salónica F. C.                | Grecia     | 2021-2023 |
| Konyaspor                             | Turquía    | 2023-2024 |
| Vitória S. C.                         | Portugal   | 2024-     |